# IC 2414
IC 2414 ist eine elliptische Zwerggalaxie vom Hubble-Typ E0 im Sternbild Krebs auf der Ekliptik. Sie ist schätzungsweise 190 Millionen Lichtjahre von der Milchstraße entfernt und hat einen Durchmesser von etwa 15.000 Lj.

Im selben Himmelsareal befinden sich u. a. die Galaxien NGC 2672, NGC 2673, NGC 2677, NGC 2667.
Entdeckt wurde das Objekt am 13. Januar 1901 von Max Wolf.